# Olympische Sommerspiele 1976/Leichtathletik – Hammerwurf (Männer)
Der Hammerwurf der Männer bei den Olympischen Spielen 1976' in Montreal wurde am 26. und 28. Juli 1976 im Olympiastadion Montreal ausgetragen. Zwanzig Athleten nahmen teil.
Für die Mannschaft der Sowjetunion gab es einen dreifachen Erfolg zu feiern. Jurij Sjedych wurde Olympiasieger. Die Silbermedaille gewann Alexei Spiridonow, Bronze ging an den Olympiasieger von 1972, Anatolij Bondartschuk.
Die Bundesrepublik Deutschland wurde durch Edwin Klein, Karl-Hans Riehm und Walter Schmidt vertreten. Alle drei Athleten erreichten das Finale. Riehm wurde Vierter, Schmidt Fünfter und Klein Achter.

Für die DDR gingen Jochen Sachse und Manfred Seidel an den Start, die ebenfalls das Finale erreichten. Sachse wurde Sechster, Seidel Zehnter.

Der Österreicher Peter Sternad scheiterte in der Qualifikation.

Werfer aus der Schweiz und Liechtenstein nahmen nicht teil.

## Rekorde

### Bestehende Rekorde

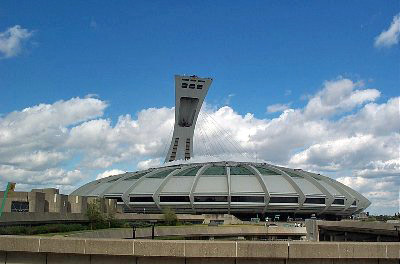
Das Olympiastadion in Montreal

| Weltrekord         | 79,30 m | Walter Schmidt ( BR Deutschland)     | Frankfurt am Main, BR Deutschland | 14. August 1975   |
| Olympischer Rekord | 75,50 m | Anatolij Bondartschuk ( Sowjetunion) | Finale OS München, BR Deutschland | 7. September 1972 |

### Rekordverbesserung
Der sowjetische Olympiasieger Jurij Sjedych verbesserte den bestehendem olympischen Rekord im Finale am 7. September mit seinem ersten Wurf um 2,02 m auf 77,52 m. Den Weltrekord verfehlte er damit um 1,78 m.

## Durchführung des Wettbewerbs
Die Athleten traten am 26. Juli zu einer Qualifikationsrunde an, die in zwei Gruppen durchgeführt wurde. Zehn von ihnen – hellblau unterlegt – übertrafen die direkte Finalqualifikationsweite von 69,00 m. Damit war die Mindestanzahl von zwölf Finalteilnehmern nicht erreicht, so wurde das Finalfeld mit zwei Wettbewerbern nach den nächstbesten Weiten – hellgrün unterlegt – auf zwölf Teilnehmer aufgefüllt. Das Finale fand am 28. Juli statt.
Im Finale hatte jeder Athlet zunächst drei Versuche. Den besten acht Werfern standen anschließend weitere drei Würfe zu.

## Zeitplan
26. Juli, 10:00 Uhr: Qualifikation

28. Juli, 14:00 Uhr: Finale
Anmerkung:
Alle Zeiten sind in Ortszeit Montreal (UTC−5) angegeben.

## Legende
Kurze Übersicht zur Bedeutung der Symbolik – so üblicherweise auch in sonstigen Veröffentlichungen verwendet:
| – | verzichtet |
| x | ungültig   |

## Qualifikation
Datum: 26. Juli 1976, ab 10:00 Uhr

### Gruppe A
| Platz | Name                  | Nation         | 1. Versuch | 2. Versuch | 3. Versuch | Weite   |
| ----- | --------------------- | -------------- | ---------- | ---------- | ---------- | ------- |
| 1     | Karl-Hans Riehm       | BR Deutschland | 74,46 m    | –          | –          | 74,46 m |
| 2     | Jurij Sjedych         | Sowjetunion    | 71,46 m    | –          | –          | 71,46 m |
| 3     | Anatolij Bondartschuk | Sowjetunion    | 71,08 m    | –          | –          | 71,08 m |
| 4     | Manfred Seidel        | DDR            | 70,84 m    | –          | –          | 70,84 m |
| 5     | Walter Schmidt        | BR Deutschland | 70,76 m    | –          | –          | 70,76 m |
| 6     | Jochen Sachse         | DDR            | x          | 70,64 m    | –          | 70,64 m |
| 7     | Alexei Spiridonow     | Sowjetunion    | 70,64 m    | –          | –          | 70,64 m |
| 8     | Peter Farmer          | Australien     | 67,50 m    | 68,94 m    | 69,92 m    | 69,92 m |
| 9     | Edwin Klein           | BR Deutschland | 68,68 m    | 68,36 m    | 68,72 m    | 68,72 m |
| 10    | Paul Dickenson        | Großbritannien | 67,52 m    | x          | 68,52 m    | 68,52 m |

### Gruppe B
| Platz | Name                  | Nation         | 1. Versuch | 2. Versuch | 3. Versuch | Weite   |
| ----- | --------------------- | -------------- | ---------- | ---------- | ---------- | ------- |
| 1     | Chris Black           | Großbritannien | 70,76 m    | –          | –          | 70,76 m |
| 2     | Jacques Accambray     | Frankreich     | 70,72 m    | –          | –          | 70,72 m |
| 3     | Shigenobu Murofushi   | Japan          | 66,22 m    | 68,84 m    | 68,24 m    | 68,84 m |
| 4     | Giampaolo Urlando     | Italien        | x          | 66,18 m    | 68,54 m    | 68,54 m |
| 5     | Larry Hart            | USA            | 67,74 m    | 65,74 m    | x          | 67,74 m |
| 6     | Murray Cheater        | Neuseeland     | 66,30 m    | 67,38 m    | x          | 67,38 m |
| 7     | Edoardo Podberschek   | Italien        | 66,56 m    | 66,28 m    | x          | 66,56 m |
| 8     | Peter Sternad         | Österreich     | 65,80 m    | 66,08 m    | 66,14 m    | 66,14 m |
| 9     | Murray Keating        | Kanada         | 65,00 m    | 65,28 m    | 65,68 m    | 65,68 m |
| 10    | Kleanthis Ierissiotis | Griechenland   | 65,50 m    | x          | x          | 65,50 m |

## Finale
Datum: 28. Juli 1976, 14:00 Uhr
| Platz | Name                  | Nation         | 1. Versuch | 2. Versuch | 3. Versuch | 4. Versuch                             | 5. Versuch                             | 6. Versuch                             | Endresultat | Anmerkung |
| ----- | --------------------- | -------------- | ---------- | ---------- | ---------- | -------------------------------------- | -------------------------------------- | -------------------------------------- | ----------- | --------- |
| 1     | Jurij Sjedych         | Sowjetunion    | 75,64 m    | 77,52 m OR | x          | x                                      | 75,58 m                                | 76,40 m                                | 77,52 m     | OR        |
| 2     | Alexei Spiridonow     | Sowjetunion    | 75,74 m    | 73,94 m    | 75,28 m    | 75,60 m                                | x                                      | 76,08 m                                | 76,08 m     |           |
| 3     | Anatolij Bondartschuk | Sowjetunion    | 75,48 m    | x          | 74,64 m    | 74,16 m                                | x                                      | 75,46 m                                | 75,48 m     |           |
| 4     | Karl-Hans Riehm       | BR Deutschland | 75,00 m    | 73,08 m    | x          | 75,46 m                                | 75,42 m                                | 74,62 m                                | 75,46 m     |           |
| 5     | Walter Schmidt        | BR Deutschland | 72,58 m    | 74,72 m    | 74,36 m    | 73,52 m                                | 74,72 m                                | 72,42 m                                | 74,72 m     |           |
| 6     | Jochen Sachse         | DDR            | 71,90 m    | 72,84 m    | 72,80 m    | 73,14 m                                | 74,30 m                                | 73,70 m                                | 74,30 m     |           |
| 7     | Chris Black           | Großbritannien | 70,56 m    | 72,38 m    | 73,18 m    | x                                      | 69,54 m                                | x                                      | 73,18 m     |           |
| 8     | Edwin Klein           | BR Deutschland | 68,14 m    | 70,52 m    | 70,32 m    | 70,36 m                                | 69,76 m                                | 71,34 m                                | 71,34 m     |           |
|       |                       |                |            |            |            |                                        |                                        |                                        |             |           |
| 9     | Jacques Accambray     | Frankreich     | x          | 67,52 m    | 70,44 m    | nicht im Finale der besten acht Werfer | nicht im Finale der besten acht Werfer | nicht im Finale der besten acht Werfer | 70,44 m     |           |
| 10    | Manfred Seidel        | DDR            | 69,66 m    | x          | 70,02 m    | nicht im Finale der besten acht Werfer | nicht im Finale der besten acht Werfer | nicht im Finale der besten acht Werfer | 70,02 m     |           |
| 11    | Shigenobu Murofushi   | Japan          | x          | 68,62 m    | 68,88 m    | nicht im Finale der besten acht Werfer | nicht im Finale der besten acht Werfer | nicht im Finale der besten acht Werfer | 68,88 m     |           |
| 12    | Peter Farmer          | Australien     | 67,98 m    | 67,92 m    | 68,00 m    | nicht im Finale der besten acht Werfer | nicht im Finale der besten acht Werfer | nicht im Finale der besten acht Werfer | 68,00 m     |           |

Als Medaillenkandidaten gingen die sowjetischen Werfer Juri Sjedych und Alexei Spiridonow sowie Karl-Hans Riehm aus der Bundesrepublik Deutschland an den Start. Riehm hatte den Hammerwurf im Jahr zuvor mit einer neuen Abwurftechnik auf ein ganz neues Niveau gebracht. Aber im Olympiajahr hatten Sjedych und Spiridonow diesen Vorsprung wieder ausgeglichen, Zum weiteren Favoritenkreis zählten Anatolij Bondartschuk, Olympiasieger von 1972, und Weltrekordler Walter Schmidt, der allerdings bei Großereignissen nie an seine besten Ergebnisse herangekommen war. Ebenfalls im Finale vertreten war der Japaner Shigenobu Murofushi, dessen Sohn Kōji Murofushi 2004 Olympiasieger im Hammerwurf werden sollte.
Schon in der ersten Runde des Finales platzierten sich die drei sowjetischen Athleten mit starken Weiten an der Spitze. Spiridonow führte mit zehn Zentimetern vor Sjedych, dieser wiederum mit sechzehn Zentimetern vor Bondartschuk. Im zweiten Versuch übernahm dann Sjedych mit der olympischen Rekordweite von 77,52 m die Spitze. An dieser Reihenfolge änderte sich nichts mehr, auch wenn sich Spiridonow im letzten Versuch noch einmal steigern konnte. Riehm und Schmidt folgten auf den Plätzen vier und fünf vor dem DDR-Athleten Jochen Sachse, der 1972 die Silbermedaille gewonnen hatte.
Den sowjetischen Werfern gelang der erste Dreifacherfolg eines Landes nach den USA bei den Olympischen Spielen 1904, als nur US-Werfer am Start gewesen waren.

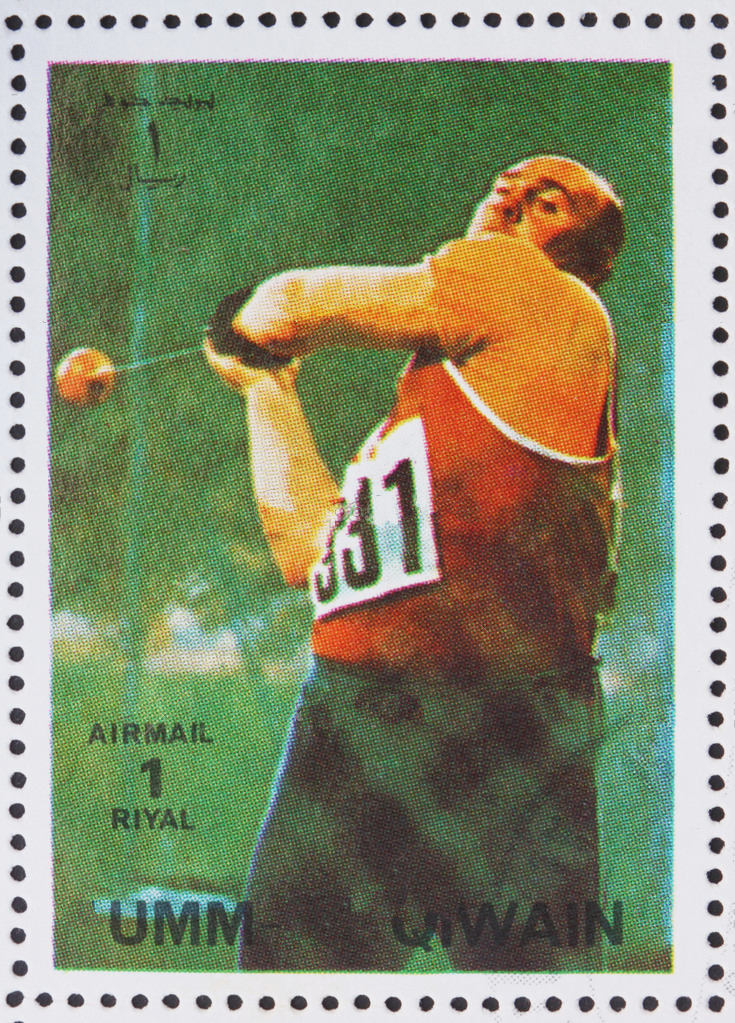
Der Olympiasieger von 1972 Anatolij Bondartschuk gewann hier die Bronzemedaille
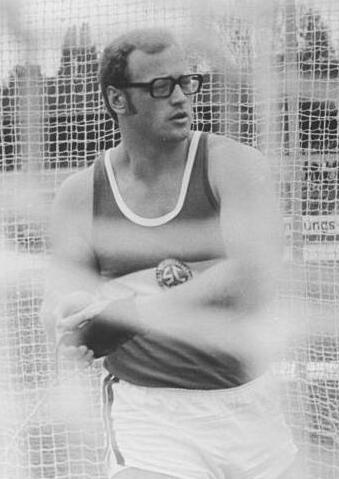
Jochen Sachse kam auf den sechsten Platz
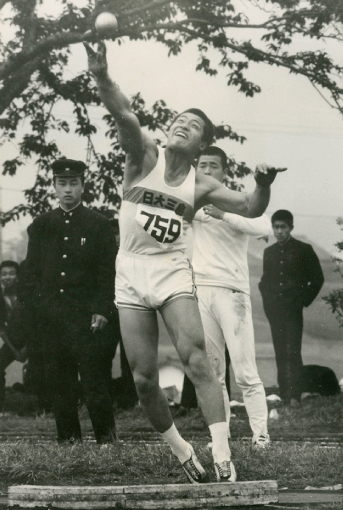
Der elftplatzierte Shigenobu Murofushi – hier beim Kugelstoßen

## Videolinks
- Synd 29 7 76 Olympic Men's 110m Hurdle FinalL, 3000m Steeplechase, Hammer Throw, Bereich 0:36 min – 1:26 min youtube.com, abgerufen am 18. Dezember 2017
- Hammer Throw Final 1976 Olympics.mpg, youtube.com, abgerufen am 18. Dezember 2017
- Montreal Olympic Games Highlights - Second Part - Colour, Bereich 4:49 min bis 5:04 min, youtube.com, abgerufen am 13. Oktober 2021